# Meridià 125 a l'est
El meridià 125 a l'est de Greenwich és una línia de longitud que s'estén des del pol Nord travessant l'oceà Àrtic, Àsia, l'oceà Índic, l'oceà Antàrtic, Austràlia i l'Antàrtida fins al pol Sud.
El meridià 125 a l'est forma un cercle màxim amb el meridià 55 a l'oest. Com tots els altres meridians, la seva longitud correspon a una semicircumferència terrestre, uns 20.003,932 km. Al nivell de l'Equador, és a una distància del meridià de Greenwich de 13.915 km.

## De Pol a Pol
Començant en el pol Nord i dirigint-se cap al pol Sud, aquest meridià travessa:
| Coordenades                               | País, territori o mar        | Notes |
| ----------------------------------------- | ---------------------------- | --- |
| 90° 0′ N, 125° 0′ E / 90.000°N,125.000°E  | Oceà Àrtic                   | |
| 77° 55′ N, 125° 0′ E / 77.917°N,125.000°E | Mar de Làptev                | |
| 73° 48′ N, 125° 0′ E / 73.800°N,125.000°E | Rússia                       | Sakhà— illes del delta del Lena i el continent Óblast de l'Amur — des de 55° 52′ N, 125° 0′ E / 55.867°N,125.000°E |
| 53° 12′ N, 125° 0′ E / 53.200°N,125.000°E | República Popular de la Xina | Heilongjiang Mongòlia Interior — des de 51° 32′ N, 125° 0′ E / 51.533°N,125.000°E Heilongjiang — des de 49° 11′ N, 125° 0′ E / 49.183°N,125.000°E Jilin — des de 45° 29′ N, 125° 0′ E / 45.483°N,125.000°E Liaoning — des de 42° 35′ N, 125° 0′ E / 42.583°N,125.000°E |
| 40° 28′ N, 125° 0′ E / 40.467°N,125.000°E | Corea del Nord               | |
| 39° 38′ N, 125° 0′ E / 39.633°N,125.000°E | Mar Groc                     | Badia de Corea |
| 38° 39′ N, 125° 0′ E / 38.650°N,125.000°E | Corea del Nord               | Illa de Sok-do i el continent |
| 38° 4′ N, 125° 0′ E / 38.067°N,125.000°E  | Mar Groc                     | |
| 37° 57′ N, 125° 0′ E / 37.950°N,125.000°E | Corea del Nord               | |
| 37° 55′ N, 125° 0′ E / 37.917°N,125.000°E | Mar Groc                     | |
| 37° 49′ N, 125° 0′ E / 37.817°N,125.000°E | Corea del Nord               | Illa de Kirin-do |
| 37° 47′ N, 125° 0′ E / 37.783°N,125.000°E | Mar Groc                     | Passa a l'oest de l'illa de Gageodo, Corea del Sud (a 34° 4′ N, 125° 5′ E / 34.067°N,125.083°E) |
| 33° 17′ N, 125° 0′ E / 33.283°N,125.000°E | Mar de la Xina Oriental      | Passa a l'oest de l'illa de Shimojishima, Japó (a 24° 49′ N, 125° 8′ E / 24.817°N,125.133°E) · Passa a l'est de l'illa de Taramajima, Japó (a 24° 39′ N, 124° 43′ E / 24.650°N,124.717°E)                                                                              |
| 24° 40′ N, 125° 0′ E / 24.667°N,125.000°E | Oceà Pacífic                 | Mar de les Filipines |
| 12° 40′ N, 125° 0′ E / 12.667°N,125.000°E | Filipines                    | Illes de Samar andi Leyte |
| 10° 23′ N, 125° 0′ E / 10.383°N,125.000°E | Badia de Sogod               | |
| 10° 10′ N, 125° 0′ E / 10.167°N,125.000°E | Filipines                    | Illa de Leyte |
| 10° 2′ N, 125° 0′ E / 10.033°N,125.000°E  | Mar de Bohol                 | |
| 8° 56′ N, 125° 0′ E / 8.933°N,125.000°E   | Filipines                    | Illa de Mindanao |
| 5° 52′ N, 125° 0′ E / 5.867°N,125.000°E   | Mar de Cèlebes               | |
| 1° 45′ N, 125° 0′ E / 1.750°N,125.000°E   | Indonèsia                    | Illa de Sulawesi |
| 1° 7′ N, 125° 0′ E / 1.117°N,125.000°E    | Mar de les Moluques          | |
| 1° 44′ S, 125° 0′ E / 1.733°S,125.000°E   | Indonèsia                    | Illa de Taliabu |
| 1° 57′ S, 125° 0′ E / 1.950°S,125.000°E   | Mar de Banda                 | |
| 8° 10′ S, 125° 0′ E / 8.167°S,125.000°E   | Indonèsia                    | Illa d'Alor |
| 8° 21′ S, 125° 0′ E / 8.350°S,125.000°E   | Mar de Savu                  | |
| 8° 54′ S, 125° 0′ E / 8.900°S,125.000°E   | Timor Oriental               | Illa de Timor |
| 9° 2′ S, 125° 0′ E / 9.033°S,125.000°E    | Indonèsia                    | Illa de Timor |
| 9° 12′ S, 125° 0′ E / 9.200°S,125.000°E   | Timor Oriental               | Illa de Timor |
| 9° 17′ S, 125° 0′ E / 9.283°S,125.000°E   | Indonèsia                    | Illa de Timor |
| 9° 32′ S, 125° 0′ E / 9.533°S,125.000°E   | Mar de Timor                 | |
| 12° 26′ S, 125° 0′ E / 12.433°S,125.000°E | Oceà Índic                   | |
| 15° 6′ S, 125° 0′ E / 15.100°S,125.000°E  | Austràlia                    | Austràlia Occidental — les illes Maret i el continent |
| 32° 46′ S, 125° 0′ E / 32.767°S,125.000°E | Oceà Índic                   | Les autoritats australianes consideren això com a part de l'oceà Antàrtic[3][4] |
| 60° 0′ S, 125° 0′ E / 60.000°S,125.000°E  | Oceà Antàrtic                | |
| 66° 17′ S, 125° 0′ E / 66.283°S,125.000°E | Antàrtida                    | Territori Antàrtic Australià, reclamat per Austràlia |